# Missile M4
Pour les articles homonymes, voir M4.
Le missile M4 est un missile mer-sol balistique stratégique français qui équipe les sous-marins nucléaires lanceurs d'engins (SNLE) de la classe Le Redoutable de la Force océanique stratégique française (FOST) entre 1985 et 1996. Il s'agit du premier missile français emportant plusieurs têtes nucléaires. Sa charge militaire est constituée de six têtes de 150 kT et sa portée atteint 5 000 kilomètres. Déployé à compter de 1985, il est remplacé, entre 1996 et 2005, par le missile M45 aux caractéristiques très proches.

## Historique
Pour un article plus général, voir Histoire du missile balistique.
Le développement d'une nouvelle génération de missile, le M4, est décidé en 1973. Les développements sont lancés en avril/mai 1974 par le président par intérim Alain Poher, entre la disparition du Président Pompidou et la victoire de Valéry Giscard d'Estaing à l'élection présidentielle française de 1974. Le responsable du projet est l'Ingénieur du corps de l'armement Jacques Chevallier, alors directeur des applications militaires au Commissariat à l’énergie atomique.  
Le missile M4, qui comporte trois étages contre deux pour les générations précédentes, se caractérise par une augmentation importante de la portée qui passe de 3000 à 5 000 kilomètres et l'emport de plusieurs têtes nucléaires. La masse et les dimensions du M4 sont nettement supérieures à celle du missile M20 : son poids passe  de 20 à 35 tonnes et il est haut de 11,5 mètres pour un diamètre de 1,9 mètre (M20 : 10,67 × 1,5 m.). Ces dimensions exploitent au maximum l'espace disponible dans les tubes des sous-marins de la classe Redoutable mais au prix de modifications importantes de ceux-ci. L'Inflexible, dont la construction n'a alors pas encore débuté, est conçu dès le départ pour emporter le nouveau missile et sa date d'entrée en service (1985) est calée sur la fin des tests du M4. Entre 1985 et 1993, Le Terrible, Le Foudroyant, L'Indomptable et  Le Tonnant sont tour à tour refondus pour recevoir le missile M4 au cours d'une opération de grand carénage prolongée. Seul Le Redoutable conserve ses missiles M20 jusqu'à son désarmement qui intervient en 1991,.

## Caractéristiques
Ce missile à trois étages, comme pour tous les systèmes de missiles balistiques de la force de dissuasion française, est développé par Aérospatiale (cette activité faisant partie, à partir de 2016, d'Airbus Safran Launchers).

Comparaison des systèmes d'armes : à gauche, SNLE équipé du M4. À droite, SNLE-NG équipé du M45, et le futur M51

Dans sa déclinaison M4-A, le missile embarque six ogives TN 70 de 150 kt chacune et dispose d'une portée de 4 000 km ; elles sont conçues, selon le flottes de combat 1986, pour tomber en grappe dans un quadrilatère de 150 km de long sur 120 de large.
Dans sa déclinaison M4-B, amélioration de la version M4-A entrée en service en décembre 1987, le missile embarque 6 ogives TN 71 de 150 kt chacune et dispose d'une portée de 5 000 km.

## Les différentes versions du missile M4
Le développement du missile M4 s'inscrit dans l'évolution de la force de dissuasion française, initiée par le missile M1 entré en service en 1971. Le missile M4-A est retiré du service en 2001, tandis que le missile M4-B est progressivement remplacé par le missile M45 à partir d'octobre 1996, et retiré du service en 2005.
|                         | M-4A              | M-4B              | M-45              |
| ----------------------- | ----------------- | ----------------- | ----------------- |
| Déploiement             | Mai 1985          | 1987              | Mars 1997         |
| Masse au lancement      | 35 t              | 35 t              | 35 t              |
| Longueur                | 11,05 m           | 11,05 m           | 11,05 m           |
| Diamètre                | 1,93 m            | 1,93 m            | 1,93 m            |
| Portée                  | 4 000 km          | 5 000 km          | 6 000 km          |
| Altitude                | 100 000 m         | 100 000 m         | 100 000 m         |
| Charge                  | 6 TN-70 de 150 kt | 6 TN-71 de 150 kt | 6 TN-75 de 110 kt |
| Guidage                 | Inertiel          | Inertiel          | Inertiel          |
| Plateforme              | SNLE              | SNLE              | SNLE-NG           |
| Têtes actives (2002)    | 16                | 16                | 32                |
| Têtes en réserve (2002) | 96                | 96                | 192               |

## Déploiement
Le  missile M4 équipe les cinq derniers sous-marins de la classe du Redoutable. Sur quatre d'entre eux il remplace le missile M20 tandis que L'Inflexible est équipé avec le nouveau missile dès sa mise en service. Ce sera le dernier type de missile déployé sur cette classe de sous-marin. Les Triomphant qui succèdent aux Redoutable sont équipés d'une variante du M4, le M45. Le tableau ci-dessous récapitule les différentes versions des missiles installés sur Les Redoutable.
| Caractéristique         | Missile M1                      | Missile M2                 | Missile M20                                                      | Missile M4                                                      |
| ----------------------- | ------------------------------- | -------------------------- | ---------------------------------------------------------------- | --------------------------------------------------------------- |
| Date de mise en service | janvier 1972                    | avril 1974                 | janvier 1977                                                     | mai 1985                                                        |
| Hauteur                 | 10,4 m.                         | 10,67 m.                   | 10,67 m.                                                         | 11 m.                                                           |
| Diamètre                | 1,50 m.                         | 1,50 m.                    | 1,50 m.                                                          | 1,93 m.                                                         |
| Nbre étages             | 2 étages                        | 2 étages                   | 2 étages                                                         | 3 étages                                                        |
| Masse                   | 18 t.                           | 19,5 t.                    | 19,5 t.                                                          | 36 t.                                                           |
| Portée                  | 2 450 km                        | < 3 000 km                 | > 3 000 km                                                       | 5 000 km                                                        |
| Charge militaire        | 1 tête nucléaire MR41 de 500 kt | 1 tête nucléaire de 500 kt | 1 tête nucléaire MR60/MR61 de 1 Mt                               | 6 têtes nucléaires TN70 puis TN71 de 150 kt                     |
| Autre caractéristique   | Deuxième étage RITA 1           | Deuxième étage RITA 2      | Deuxième étage RITA 2                                            | Lanceur refondu                                                 |
| Sous-marin équipé       | Le Redoutable Le Terrible       | Le Redoutable Le Terrible  | Le Redoutable Le Terrible Le Foudroyant L'Indomptable Le Tonnant | Le Terrible L'Indomptable Le Foudroyant Le Tonnant L'Inflexible |